# Santo Antônio de Pádua (gemeente)
Santo Antônio de Pádua is een gemeente in de Braziliaanse deelstaat Rio de Janeiro. De gemeente telt 42.093 inwoners (schatting 2009).

## Aangrenzende gemeenten
De gemeente grenst aan Aperibé, Cambuci, Cantagalo, Itaocara, Miracema, São José de Ubá, Palma (MG), Pirapetinga (MG) en Recreio (MG).

## Geboren
- Jair Marinho de Oliveira (1936-2020), voetballer